# Jendouba
Jendouba (arabe : جندوبة  [ʒænduːbæ]), nommée Souk El Arba jusqu'au 30 avril 1966, est une ville du Nord-Ouest de la Tunisie située à 154 kilomètres de Tunis et à cinquante kilomètres de la frontière algéro-tunisienne.
Elle se trouve dans la vallée de la Medjerda au centre d'une plaine fertile.
Chef-lieu du gouvernorat qui porte son nom, elle constitue une municipalité de 45 431 habitants en 2014 à la tête d'une agglomération de 113 116 habitants, ce qui fait d'elle la plus importante aire urbaine du Nord-Ouest tunisien.

## Géographie

### Situation
La ville de Jendouba est situé au Nord-Ouest de la Tunisie ; son territoire est limité au Sud par les gouvernorats du Kef et de Siliana, à l'Est par Bou Salem, au Nord par Fernana et Balta Bou-Aouane et à l'Ouest par Oued Meliz.
|            | Fernana / Balta Bou-Aouane |           |
| Oued Meliz | Jendouba                   | Bou Salem |
|            | Le Kef / Siliana           |           |

### Climat

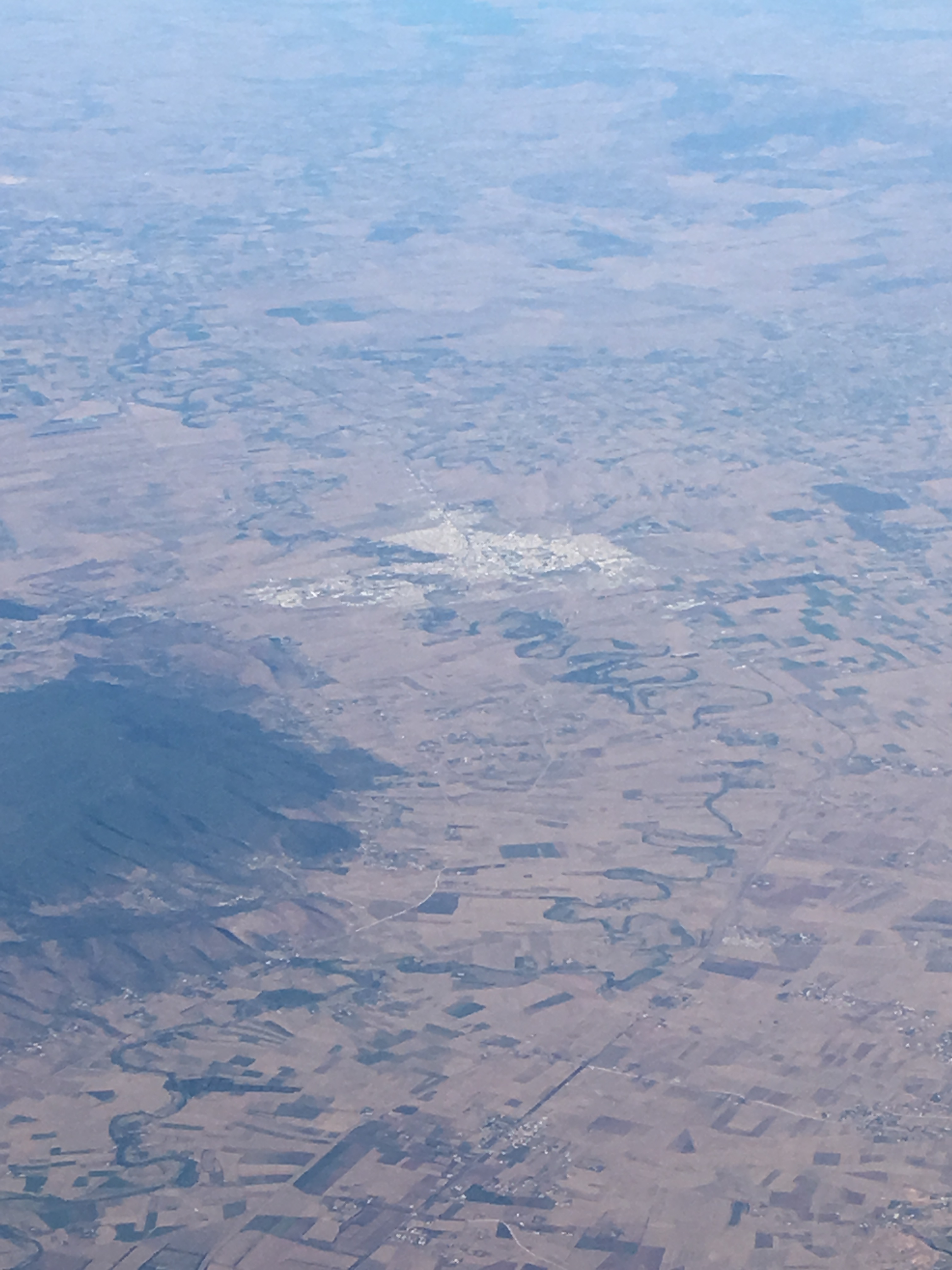
Vue aérienne de Jendouba.

| Mois                              | jan.  | fév. | mars  | avril | mai   | juin  | jui.  | août  | sep.  | oct.  | nov.  | déc.  | année  |
| --------------------------------- | ----- | ---- | ----- | ----- | ----- | ----- | ----- | ----- | ----- | ----- | ----- | ----- | ------ |
| Température minimale moyenne (°C) | 4,9   | 5    | 6,4   | 8,4   | 12,3  | 16,5  | 19,4  | 20,1  | 17,7  | 13,8  | 9,4   | 6,1   | 11,66  |
| Température maximale moyenne (°C) | 15,3  | 16,4 | 19,1  | 22,3  | 28    | 33,2  | 36,8  | 36,7  | 32    | 27,1  | 20,7  | 16,6  | 25,35  |
| Ensoleillement (h)                | 155,5 | 170  | 209,9 | 214,8 | 259,7 | 217,1 | 322,9 | 297,8 | 241,4 | 214,7 | 168,3 | 147,8 | 470,5  |
| Précipitations (mm)               | 65,7  | 49,7 | 49,9  | 42,9  | 33,1  | 17,1  | 6,2   | 11,6  | 36,2  | 40,6  | 52,8  | 64,7  | 218,33 |

| Diagramme climatique                                  |           |             |             |            |              |             |              |            |              |             |             |
| J                                                     | F         | M           | A           | M          | J            | J           | A            | S          | O            | N           | D           |
| 15,34,965,7                                           | 16,4549,7 | 19,16,449,9 | 22,38,442,9 | 2812,333,1 | 33,216,517,1 | 36,819,46,2 | 36,720,111,6 | 3217,736,2 | 27,113,840,6 | 20,79,452,8 | 16,66,164,7 |
| Moyennes : • Temp. maxi et mini °C • Précipitation mm |           |             |             |            |              |             |              |            |              |             |             |

## Histoire
Héritière et prolongement de l'antique cité de Bulla Regia, le noyau de la ville moderne de Jendouba commence à prendre naissance autour de la gare, ouverte peu avant l'instauration du protectorat français le 1er septembre 1879. Devenue municipalité le 25 septembre 1887, la ville se développe, dans un premier temps, du côté nord de la ligne de chemin de fer puis s'étend peu à peu vers le sud.
Son ancien nom de Souk El Arba, soit « marché du mercredi », est lié directement au jour du marché hebdomadaire qui se tenait chaque mercredi. La ville tire son nom actuel de la tribu des Jendouba.

## Culture

### Musées
À quelques kilomètres de la ville se trouve le site archéologique de Bulla Regia qui abrite un musée. Un autre site archéologique, Chemtou, abrite lui aussi un musée, se trouve dans le voisinage de la ville, sur la route de Ghardimaou.

### Festivals
La saison culturelle est marquée, chaque année, par le Festival de Bulla Regia.

### Éducation
La ville compte six lycées secondaires : le lycée pilote, le lycée Nouvel Ère, le lycée Khemaïs Elhajri, le lycée 9-Avril, le lycée Liberté et le lycée de la Route de l'environnement[réf. nécessaire].

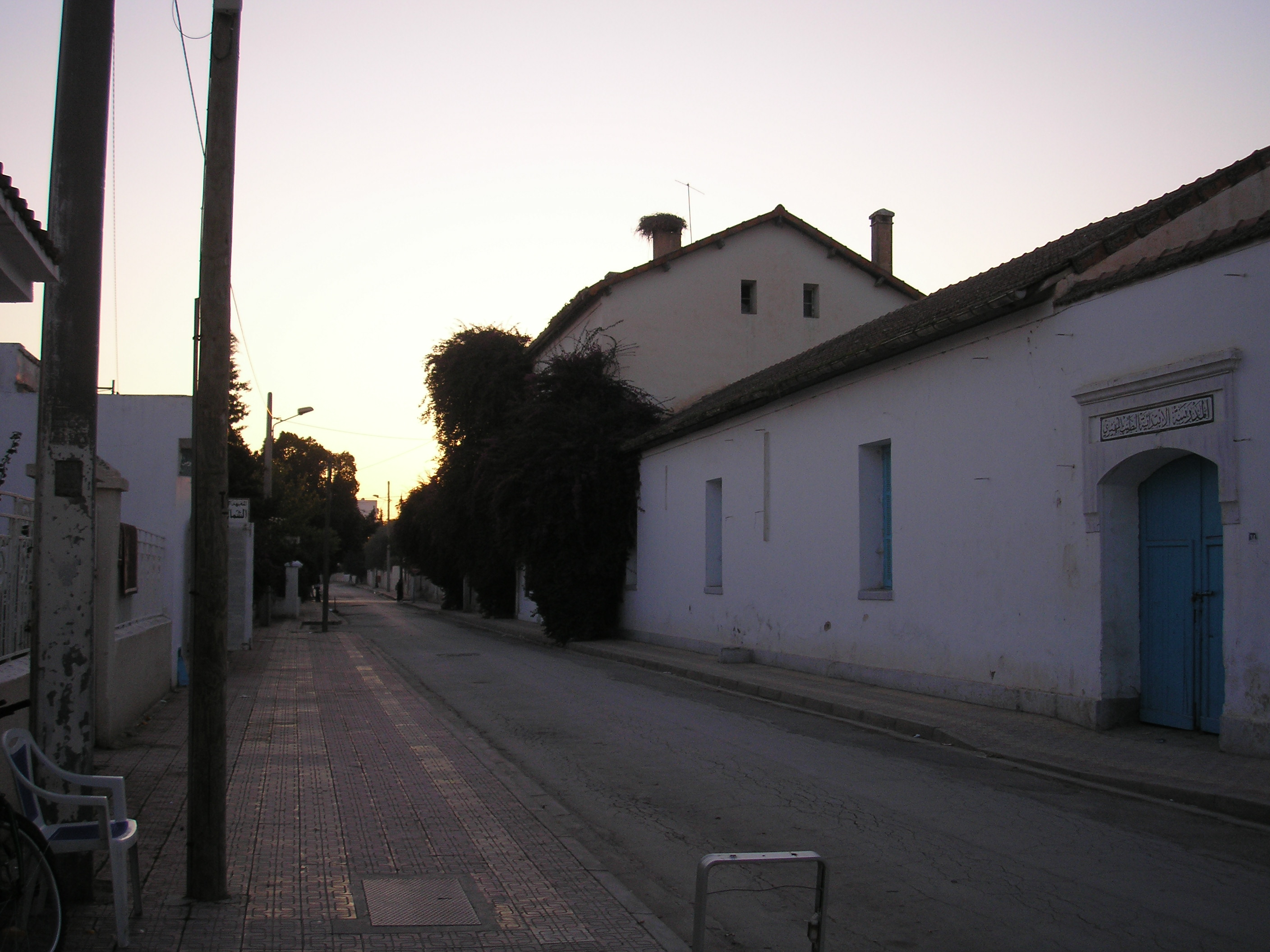
École primaire Taïeb-Mehiri.

Elle abrite aussi le siège de l'université de Jendouba, de sa faculté des sciences juridiques, économiques et de gestion et de son Institut supérieur des sciences humaines, ainsi qu'un Institut supérieur des études technologiques.

## Économie
L'économie de Jendouba et de sa région est historiquement fondée sur la céréaliculture, l'élevage, les cultures maraîchères et l'arboriculture[réf. nécessaire], même si on assiste depuis la création des zones industrielles de Bulla Regia et El Ertiah à une industrialisation progressive de Jendouba et son agglomération.

## Transport
- Société régionale de transport de Jendouba ;
- Aéroport international de Tabarka-Aïn Draham : situé à une soixantaine de kilomètres au nord de la ville.

## Jumelages
- Wolfsburg (Allemagne) depuis le 10 mars 2019[11].

## Sport
Jendouba abrite le club de football de Jendouba Sports.